# NGC 4063
NGC 4063 ist eine linsenförmige Galaxie vom Hubble-Typ SB0 im Sternbild Jungfrau auf der Ekliptik. Sie ist schätzungsweise 215 Millionen Lichtjahre von der Milchstraße entfernt.
Das Objekt wurde am 2. Januar 1878 vom US-amerikanischen Astronomen David Peck Todd entdeckt.